# Dionisio Mejía
Dionisio Mejía Vieyra (6 de gener de 1907 - 17 de juliol de 1963) fou un futbolista mexicà.

## Selecció de Mèxic
Va formar part de l'equip mexicà a la Copa del Món de 1930.